# Den anden engelsk-hollandske krig 1664-67
Den anden engelsk-hollandske krig blev udkæmpet mellem Storbritannien og Nederlandene fra 1664 til 1667.
I 1653 var den Første engelsk-hollandske krig afsluttet med en engelsk sejr i slaget ved Schevenigen. Det gav Storbritannien forhåbninger om at kunne mindske den hollandske dominans over verdenshandelen. Men sejren var kun et midlertidigt tilbageslag for de driftige Nederlande, og snart steg spændingerne mellem parterne igen.
Konflikten brød ud, da den engelske konges broder James, hertug af York, admiral og leder af det kongelige Afrikanske Kompagni, udæskede hollænderne til en ny krig, som han håbede, han kunne drage stor personlig fordel af. Vice-admiral Robert Holmes blev sendt af sted til Afrika i kompagniets tjeneste med en eskadre orlogsskibe for at erobre de hollandske besiddelser i Vestafrika (det nuværende Ghana). Her blev det tidligere danske fort Carlsborg taget i 1664 og omdøbt til Cape Coast Castle. Samme år blev de hollandske besiddelser i Amerika angrebet, og Nieuw Amsterdam blev taget og fik det nye navn New York (efter hertugen selv).
Hollænderne svarede igen ved at sende admiral Michiel de Ruyter til Afrika med en flåde for at generobre det tabte. Det lykkedes i nogen grad. Officielt var de to lande ikke i krig med hinanden, men efter flere engelske angreb mod skibsfarten, fik hollandske kaptajner i kolonierne ret til at åbne ild mod engelske skibe, når de følte sig truet. Den engelske kong Karl 2. (Charles II) benyttede lejligheden til at erklære krig den 4. marts 1665.
Den engelske flådes overvældende sejr i slaget ved Lowestoft 13. juni 1665 

I slaget ved Lowestoft 13. juni 1665 sejrede den engelske flåde stort og tilføjede den hollandske flåde dens største nederlag nogensinde. Men briterne var ikke umiddelbart i stand til at følge op på sejren, og hollænderne kunne bygge nye skibe i et rask tempo og havde snart nye flådestyrker. Samtidigt lykkedes det dem at få støtte fra Frankrig, som frygtede, at engelske konspirationer ville betyde, at habsburgerne, Frankrigs hovedfjende, ville få mulighed for et bemægtige sig Nederlandene.
Krigen fortsatte i 1666 med det store fire-dags slag. Begge sider hævdede at have vundet, men i realiteten afgjorde slaget intet, hvilket heller ikke et søslag 4.-5. august gjorde. Det lykkedes dog en engelsk flådestyrke under vice-admiral Robert Holmes at angribe og ødelægge 150 hollandske handelsskibe i august 1666. Det lagde et vist pres på hollænderne.
Hollændernes dristige togt på engelsk jord. 

Pres var der dog også på den engelske side. "Den store brand", som ødelagde store dele af London 2.-5. september 1666, krigens store byrder og mangel på klare sejre, kombineret med hungersnød i England gjorde situationen vanskelig. Et folkeligt oprør truede – og da det i juni 1667 lykkedes hollænderne at gennemføre et dristigt togt på engelsk jord, søgte de en fredelig løsning på konflikten. En mindre hollandsk styrke var blevet landsat og havde erobret et fort ved Themsen. Det gav den mulighed for at angribe den engelske flåde for anker; 15 engelske orlogsfartøjer gik tabt.

## Freden ved Breda 31. juli 1667
Freden ved Breda blev indgået den 31. juli 1667 og gav begge sider ret til at beholde de koloniale besiddelser, de havde erobret. For briternes vedkommende var det fx New York og for hollænderne Surinam i Sydamerika. Hollænderne fik desuden handelsmæssige indrømmelser, der betød, at de i vandt en taktisk sejr. Men stillingen mellem de to store sømagter var ikke afgørende ændret, og der skulle to yderligere krige til for at afklare stillingen.